# Alba Mellado Martínez
Alba Mellado Martínez (Madrid, 8 de març de 1992) és una futbolista espanyola que ocupa el lloc de davantera. L'ultim equip de futbol professional que va jugar va ser el Real Club Esportiu Espanyol, equip de la Primera Federació Femenina d'Espanya.

## Trajectòria
La temporada 2011-12 va participar amb el Rayo Vallecano en la Lliga de Campions Femenina de la UEFA. Durant la seva etapa al Madrid CFF va ser capitana en diverses ocasions, a més d'ocupar el lloc d'entrenadora dels equips infantils. L'agost de 2020, va ampliar el seu contracte una temporada més, no obstant això, al gener de 2021 va anunciar la seva sortida després d'haver estat durant set temporades en el club. Aquest mateix mes es va anunciar el seu fitxatxe pel Santa Teresa. L'agost de 2021 va fitxar pel Llevant Les Planes, equip que militava en aquell moment en Segona Divisió Femenina d'Espanya aconseguint en acabar la temporada l'ascens a Primera Divisió Femenina d'Espanya. En gener de l'any 2023 va anunciar el seu fitxatxe pel Real Club Deportivo Espanyol, on només va estar uns mesos per a sortir a jugar la Queens League en l'equip XBuyer Team.

## Futbol platja
En futbol platja, ha estat convocada per la selecció espanyola per a jugar en l'Euro Beach Soccer League. Amb el Madrid CFF va ser Campiona de la EuroWinners Cup de futbol platja de 2021, marcant quatre gols en la final i acabant com a màxima golejadora del torneig amb 14 gols.